# Inga Persson
Inga Persson (* 6. März 1964 in Neumünster) ist eine deutsche Schriftstellerin von Regionalkrimis, die am Ammersee spielen.

## Leben
Persson wuchs in Dithmarschen auf und machte eine Lehre in der Landwirtschaft. Sie studierte in Bonn Germanistik, Kunstgeschichte und Philosophie und promovierte 1994 über Zeichentheorie des Frühmittelalters. Danach arbeitete sie für einen Bundestagsabgeordneten und später in einer Marketingagentur. Im Jahr 2018 brachte sie mit Tod am Ammersee ihr erstes Buch auf dem Markt. Die folgenden Regionalkrimis spielen in der Nähe ihres Wohnortes am Ammersee. Zu ihrem Buch Tod am Staffelsee von 2024 sagte sie, dass der Verlag einen Winterkrimi wollte, der nun an einem anderen See spielen sollte. Nach eigenen Angaben kann sie vom Schreiben der Bücher ihren Unterhalt nicht bestreiten. Sie nimmt regelmäßig am Literaturfestival Weilheim teil.
Seit 2012 führt mit ihrem Mann die „Schatzbergalm“ südlich von Dießen am Ammersee; die Pension gehört seit mehreren Generationen seiner Familie. Seit 2022 wird sie verpachtet.

## Werke
- Tod am Ammersee. Emons Verlag, Köln 2018, ISBN 978-3-7408-0300-1, 288 Seiten.[7]
- Rache am Ammersee. Emons Verlag, Köln 2019, ISBN 978-3-7408-0539-5, 256 Seiten
- Nacht über dem Ammersee. Emons Verlag, Köln 2020, ISBN 978-3-7408-0805-1, 256 Seiten.
- Hundling. Emons Verlag, Köln 2021, ISBN 978-3-7408-1139-6, 240 Seiten.[8]
- Der Ammersee-Clan. Emons Verlag, Köln 2023, ISBN 978-3-7408-1670-4, 256 Seiten.[9]
- Tod am Staffelsee. Emons Verlag, Köln 2024, ISBN 978-3-7408-2134-0, 256 Seiten.[10]